# U-277
Unterseeboot 277 foi um submarino alemão do Tipo VIIC, pertencente a Kriegsmarine que atuou durante a Segunda Guerra Mundial.

## Comandantes
| Comandante           | Data                                       |
| -------------------- | ------------------------------------------ |
| Kptlt. Robert Lübsen | 21 de dezembro de 1942 - 1 de maio de 1944 |

## Subordinação
Durante o seu tempo de serviço, esteve subordinado às seguintes flotilhas:
| Período                                     | Flotilha                                  |
| ------------------------------------------- | ----------------------------------------- |
| 21 de dezembro de 1942 - 31 de maio de 1943 | 8. Unterseebootsflottille (treinamento)   |
| 1 de junho de 1943 - 31 de outubro de 1943  | 6. Unterseebootsflottille (serviço ativo) |
| 1 de novembro de 1943 - 1 de maio de 1944 1 | 3. Unterseebootsflottille (serviço ativo) |

## Operações conjuntas de ataque
O U-277 participou das seguinte operações de ataque combinado durante a sua carreira:
- Rudeltaktik Monsun (30 de agosto de 1943 - 7 de outubro de 1943)
- Rudeltaktik Monsun (17 de novembro de 1943 - 23 de novembro de 1943)
- Rudeltaktik Eisenbart (23 de novembro de 1943 - 21 de dezembro de 1943)
- Rudeltaktik Blitz (25 de março de 1944 - 4 de abril de 1944)
- Rudeltaktik Donner (11 de abril de 1944 - 20 de abril de 1944)
- Rudeltaktik Donner & Keil (20 de abril de 1944 - 1 de maio de 1944)